# Повіт Ампаті
Пові́т Ампа́ті (яп. 安八郡, あんぱちぐん, МФА: [ampat͡ɕi guɴ]) — повіт у префектурі Ґіфу, Японія.